# Рехино Пачано, Хасинто
Хасинто Рехино Пачано (исп. Jacinto Regino Pachano; 22 апреля 1835, Ла-Вела-де-Коро, штат Фалькон, Венесуэла — 17 июля 1903, Каракас, Венесуэла) — венесуэльский военный и государственный деятель, министр иностранных дел Венесуэлы (1901—1902).

## Биография
Его отец погиб в перестрелке между консерваторами и либералами (1844), как молодой человек обучался в Национальном колледже де Коро.
Прервал обучение в 1854 г., чтобы войти в национальную армию. Во время Федеральной войны находился под командованием генерала Хуана Фалькона, командовал войсками в провинции Коро, участвовал в сражениях у Салинеты и Кодуто (июль 1854), во время кампании усмирения восстаний antimonaguistas. После возвращения к учебе (1854—1857) вновь принял участие в боевых действиях в Баркисимето после Мартовской революции (1858).
В 1858—1859 гг. находился в изгнании на Кюрасао (1858—1859), в июле 1859 участвовал в высадке у Пальмасолы, а также в сражении у Санта-Инес (декабрь 1859). После поражения федералистской перебрался в Колумбию. Затем, находясь на Кюрасао, занимался закупкой оружия. В 1863 г. являлся секретарем генерала Антонио Гусмана Бланко во время его дипломатической миссии в Мадрид, Париж и Лондон.
В 1863 г. избирается депутатом парламента. В 1864 г. возвращается в Европу в качестве секретаря Гусмана Бланко в его переговорах с правительствами Франции и Великобритании (февраль-июнь 1864 г.).
В июне 1864 г. временным президентом Коро (июнь 1864) был повышен до генерала, после чего входил в состав правительства страны:
- 1864—1865 гг. — министр внутренних дел,
- февраль 1865 г. — министр общественных работ и народного просвещения,
- июль 1865 г. — личный секретарь президента Хуана Фалькона,
- 1865—1866 гг. — министр общественных работ,
- май-сентябрь 1866 г. — министр внутренних дел и юстиции.

В ноябре 1866 г. был избран в Конгресс, а в сентябре 1867 г. был вновь назначен министром внутренних дел. В 1867—1868 гг. командовал войсками федерального округа. После «Голубой революции» сопровождал бывшего президента Фалькона в Европу, а после его смерти в 1870 г. вернулся на родину.
В 1873—1877 гг. являлся сенатором. По поручению президента Гусман Бланко занимался вопросами репатриации в Венесуэлу останков маршала Фалькона. В 1877—1878 гг. — министр общественных работ, затем возглавлял генеральный штаб армии. После победы «Справедливой революции» (1879—1882) проживал на Антильских островах. Оставался вне политической жизни до 1886 г., когда был назначен директором Монетного двора Каракасе.
Затем вновь занимал значимые государственные должности:
- 1887 г. министр общественных работ,
- 1888 г. — главный регистратор,
- 1889 г. — министр государственного кредита,
- 1889—1891 гг. — командующий национальной армией в штатах Фалькон и Сулия,
- 1891 г. — посол в Гаити и Доминиканской Республике,
- 1891—1892 гг. — заместитель губернатора штата Фалькон.

В ходе Гражданской войны в Венесуэле (1892) поддержал повстанцев во главе с генералом Хоакином Креспо. С 1895 по 1896 гг. занимал должность главного федерального регистратора, в декабре 1895 г. был назначен послом в Бразилии.
В феврале 1899 г. был избран президентом, а в сентябре того же года — назначен министром почт и телеграфов, а затем присоединился к «Реставрационной революции» Сиприано Кастро (1899).
В конце своей политической карьеры занимал должности министра иностранных дел (1901—1902) и президента Федерального Верховного суда (апрель-июнь 1903).
В 1899 г. он издал в Париже биографию маршала Хуана Фалькона, которая получила положительный отзыв Виктора Гюго. Являлся членом-учредителем Национальной академии истории (1888) и был ее директором (1895—1897 и 1901—1903).